# 메후진자역
메후진자역(일본어: 売布神社駅, めふじんじゃえき)은 일본 효고현 다카라즈카시에 있는 한큐 전철 다카라즈카 본선의 역이다. 역 번호는 HK-54이다.

## 역사
- 1914년 3월 21일: 미노오아리마 전기궤도(현, 한큐 전철)으로 나카야마데라 역(현, 나카야마칸논 역) ~ 기요시코진 역 사이에 신설.
- 2013년 12월 21일: 역 번호 도입.

## 역 구조
상대식 승강장 2면 2선의 지상역이다. 분기기, 절대 신호를 갖지 않아 정류장으로 분류된다. 개찰은 상하행선의 승강장에서 따로 되어 있으며, 각 승강장을 연결하는 과선교 등은 설치되지 않아, 개찰 내에서 승강장 사이의 이동은 어렵다. 과거에는 우메다 방면 승강장에 개찰이 없는 구내 건널목이 존재하였고 다카라즈카 방면 승강장에만 개찰이 있었다. 또한, 역사(개찰구)는 상하행 승강장은 모두 다카라즈카 방향에 있다.

### 승강장
| 번호 | 노선              | 방향 | 행선                                                      |
| ---- | ----------------- | ---- | --------------------------------------------------------- |
| 남측 | ■ 다카라즈카 본선 | 하행 | 다카라즈카・고베・니시노미야키타구치・니가와・이마즈 방면 |
| 북측 | ■ 다카라즈카 본선 | 상행 | 오사카 (우메다)・주소・미노오・ 교토・기타센리 방면       |

## 역 주변
주변은 한적한 주택지가 있다. 한신・아와지 대지진 후의 역전 재개발에 의한 복합 상업 시설 "피피아 메후"가 완성되었다.
- 피피아 메후
  - 다카라즈카 메후진자 역 서비스 스테이션
  - 다카라즈카 시 소비 생활 센터
- 다카라즈카 씨네 피피아(극장)
- 메후 신사
- 다카라즈카 메후 우체국
- 다카라즈카 시립 메후 초등학교

## 사진

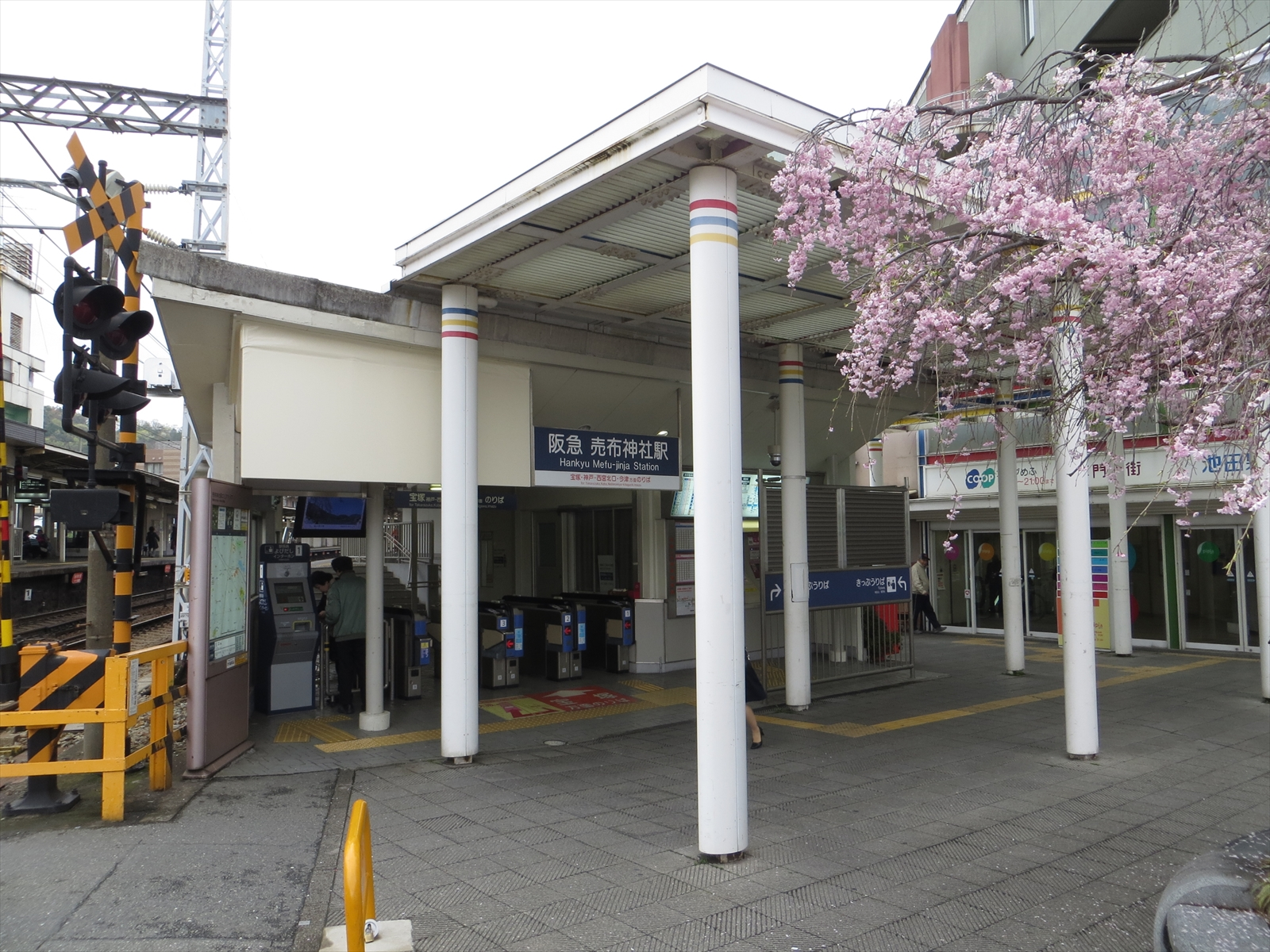
남쪽 출입구
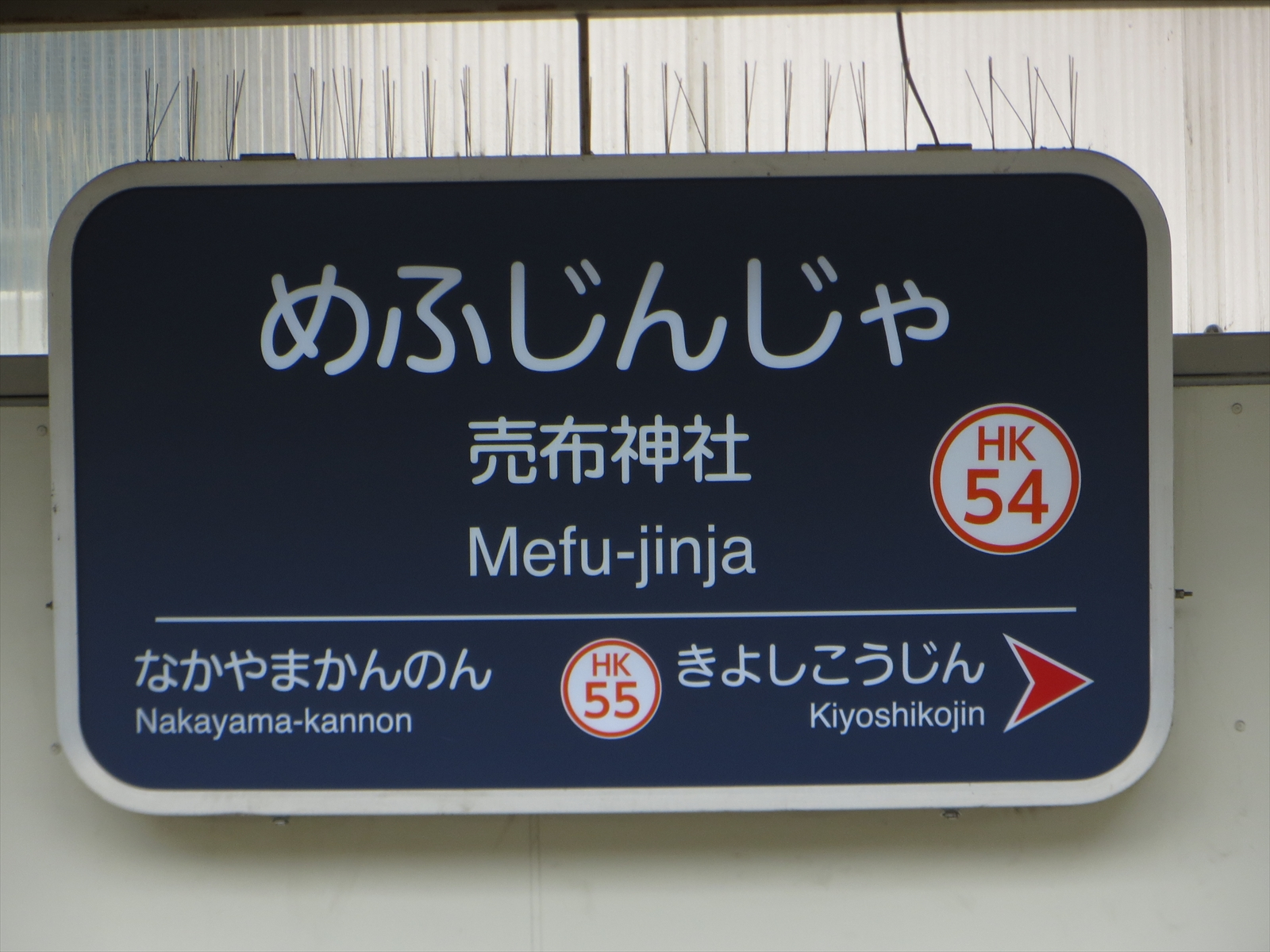
역명판

## 인접역
| 한큐 전철 ■ 다카라즈카 본선    | 한큐 전철 ■ 다카라즈카 본선 | 한큐 전철 ■ 다카라즈카 본선      |
| ------------------------------ | --------------------------- | -------------------------------- |
| HK-53 나카야마칸논 우메다 방면 | ■ 급행 ■ 준급 ■ 보통        | 기요시코진 HK-55 다카라즈카 방면 |